# 오사메노카타
오사메노카타 (일본어: おさめの方 おさめのかた[*])는 에도 막부 제 8대 쇼군 도쿠가와 요시무네의 측실이다.

## 생애
출신에 관해서는 알려져있는 것이 없다.
에도 막부 제 8대 쇼군 도쿠가와 요시무네의 측실로서 『深秘徳川大奥』에는 오사키노카타와 함께 기술되어 있지만, 요시무네의 다른 측실 (신토쿠인, 신신인, 혼토쿠인, 가쿠주인)과는 다르게, 오사메노카타와 오사키노카타에 관해서는 몰년, 향년, 법호, 장지 및 아버지 이름 등의 기록이 없어 상세한 내용은 알 수 없다.